# 韋斯萊克萊滕峰
72°5′S 3°26′W / 72.083°S 3.433°W
韋斯萊克萊滕峰，是南極洲的山峰，位於毛德皇后地的瑪塔公主海岸，處於斯托爾克萊滕峰以南1.9公里，屬於阿爾曼嶺的一部分，挪威製圖師根據探險隊的測量和拍攝的空中照片繪入地圖，現時由南極條約體系管理。